# Slaget om Nanchang
Slaget om Nanchang (traditionel kinesisk: 南昌會戰, forenklet kinesisk: 南昌会战) var et stort slag mellem den kinesiske Kuomintanghær og den japanske hær i den 2. kinesisk-japanske krig. Det var det største store slag efter det kinesiske nederlag i slaget om Wuhan.
Efter slaget om Wuhan blev Wuhan base for den 11. japanske armé og var omringet af 5. og 9. kinesiske militærregion. Nanchang var et jernbanecenter, den største forsyningslinje mellem 3. og 9. militærregion og stedet for en luftbase, som truede japansk skibsfart på Yangtzefloden. Hertil kom, at dens placering i nærheden af midten af Shanghai- Wuhan striben, som var under japansk kontrol, var en strategisk trussel.
Den 9. militære region blev reorganiseret under Chen Cheng, som forblev øverstkommanderende af navn og Xue Yue som blev den faktiske leder. 200.000 tropper i 52 divisioner blev samlet ved Nanchang. Men på grund af mangel på køretøjer tog reorganiseringen lang tid, og det planlagte angreb blev forsinket.

## Japansk angreb
Japanske tropper havde forsøgt at nærme sig Nanchang under slaget om Wuhan, men de blev stoppet ved Xiushui-floden hvor de måtte vente på forstærkninger og indledte den anden invasion med 120.000 tropper. Efter en artillerispærreild begyndte de japanske tropper at krydse Xiushui-floden (se Slaget ved Xiushui-floden). De startede kl. 7.00 den 21. marts og rykkede 2 km frem, hvorefter de begyndte at bygge broer. Den 23. marts blev Wucheng hvor Xiushui-floden løber ud i Poyang Hu ødelagt af vedvarende flådebombardement og luftangreb efterfulgt af en landgang med marinesoldater. Den 26. marts brød japanske tropper understøttet af kampvogne ud af deres brohoved ved Xiushui-floden og nåede Nanchangs vestlige post mens de besejrede kinesiske forstærkninger fra 3. militærregion. Den 27. marts faldt Nanchang efter at være blevet omringet og belejret af japanske styrker. Dette var slutningen på slagets første fase.

## Kinesisk modangreb og tilbagetrækning
Slaget var imidlertid ikke over. I løbet af en periode, som varede til slutningen af april blev nogle japanske styrker overført til andre områder (se slaget om Suizao). Denne svækkelse af de japanske styrker fik følger. Den 21. april lykkedes det tropper fra 3. og 9. militærdistrikt i 32. armégruppe at opnå et gennembrud og nå omegnen af Nanchang på 5 dage. Under kraftige angreb fra japanske fly og overfor en japansk garnison som var blevet forstærket af dele af flåden kunne de ikke gennemføre en effektiv belejring og trak sig tilbage den 9. maj.

## Efterspil
Efter dette slag kom den vigtigste forsyningslinje for 3. militærregion og de sydøstlige kinesiske provinser under et stigende pres.